# Tilloy-lès-Hermaville
Tilloy-lès-Hermaville is een gemeente in het Franse departement Pas-de-Calais (regio Hauts-de-France) en telt 178 inwoners (1999). De plaats maakt deel uit van het arrondissement Arras.

## Geografie
De oppervlakte van Tilloy-lès-Hermaville bedraagt 2,9 km², de bevolkingsdichtheid is 61,4 inwoners per km².
De onderstaande kaart toont de ligging van Tilloy-lès-Hermaville met de belangrijkste infrastructuur en aangrenzende gemeenten.

## Demografie
Onderstaande figuur toont het verloop van het inwonertal (bron: INSEE-tellingen).